# Агалаченки (Юрьянский район)
Агалаченки — деревня в Юрьянском районе Кировской области в составе Великорецкого сельского поселения.

## География
Находится на расстоянии примерно 15 километров на юго-запад от районного центра поселка Юрья.

## История
Известна с 1719 года, когда здесь (тогда деревня Кузнецовская) было учтено 8 душ мужского пола, в 1764 56 жителей. В 1873 году учтено дворов 17 и жителей 111, в 1905 27 и 199, в 1926 46 и 131, в 1950 28 и 93 соответственно, в 1989 году 29 жителей.

## Население
Постоянное население составляло 23 человека (русские 96 %) в 2002 году, 19 в 2010.